# Gearkasse
En gearkasse er en kasse, hvor tandhjul er i indgreb med hinanden udgørende et gear, man skifter ved hjælp af gearstang (eller automatisk gear), hvorved tandhjulene rykkes en tand længere ind eller ud, afhængigt af størrelsen af tandhjul og hvilket gear man har sat gearstangen i.
I en moderne bil-gearkasse, er de fremadtrækkende tandhjul altid i indgreb, her låses de fast med en synkromesh.

## Formål
Der er flere formål med at sætte (flere) tandhjul ind i en kasse:
- Mindske den nødvendige mængde materiale, der skal til at holde tandhjul og anden mekanik stabilt – og dermed mindske vægt og udgift til materiale.
- Hindre at snavs kan komme ind til tandhjul og lejer – og dermed mindre slid og evt. haveri. En cykels "åbne gearkasse" (tandkranse, gearskifter og kæde) skal f.eks. renses og smøres ret tit for at holde energitab lavt og mindske slid.

### Eksempler
En gearkasse kan have flere formål for systemet bestående af motor, gearkasse og mekanisk energiaftager – f.eks. hjul eller en maskine; mejetærsker, boremaskine, vindmølle...:
- Højest effektivitet for systemet – tilpasse motorens optimale kraft-vej-forholds interval til det, som der aktuelt er brug for.
- Tilpasse motorens maksimale drejningsmoment til f.eks. hjul – formål at accelerere et køretøj så hurtigt som muligt fra stilstand.
- Tilpasse motorens maksimale mekaniske energi til f.eks. hjul – formål at accelerere eller køre et køretøj så hurtigt som muligt over en hvis hastighed.
- Vende energiaftager løbsretningen – f.eks. få et køretøj til at kunne køre baglæns.
- Mindre kendt: Få systemet til at fungere som en motorbremse – især ned af et bjerg. Almindelige bremser vil overophede pga. den vedvarende høje effekt og dermed energiafsættelse.

## "Gearkasse" baseret på hydraulik
Det er muligt, at en "gearkasse" baseret på hydraulik kan blive konkurrencedygtig i fremtiden.

I dag anvendes der i mange biler med automatgear en drejningsmoment konverter baseret på hydraulik. Den sidder, hvor biler med manuelt gear har en mekanisk kobling.